# Piper morelianum
Piper morelianum är en pepparväxtart som beskrevs av Truman George Yuncker. Piper morelianum ingår i släktet Piper och familjen pepparväxter. Inga underarter finns listade i Catalogue of Life.